# Костел Пресвятої Трійці в Рибнику
Костел Пресвятої Трійці — римо-католицький парафіяльний костел Недобчицького деканату Катовицької архідієцезії. Знаходиться в районі Попелув міста Рибник.
Будівництво храму розпочалося в 1933 році зусиллями жителів Попелува. Проєктування храму виконав архітектор Рафал Шимура з Кнурува. Завдяки надзвичайній щедрості вірян нову будівлю освятив єпископ Теофіл Бромбощ 1 липня 1934 року. 
У храмі є історичні дзвони зі старої дерев'яної церкви, зокрема: менш як 1486 року та понад 1496 року виготовлення. 
Усі скульптури, крім вівтаря, створив місцевий майстер Францішек Яношка. У 1976 році внутрішнє оформлення храму було змінено. Його спроєктували: професор Едмунд Чармецький та інженер Кароль Герлотка з Катовиці.